# Mattoon (Wisconsin)
Mattoon es una villa ubicada en el condado de Shawano en el estado estadounidense de Wisconsin. En el Censo de 2010 tenía una población de 438 habitantes y una densidad poblacional de 103,24 personas por km².

## Geografía
Mattoon se encuentra ubicada en las coordenadas 45°0′17″N 89°2′29″O / 45.00472, -89.04139. Según la Oficina del Censo de los Estados Unidos, Mattoon tiene una superficie total de 4.24 km², de la cual 4.24 km² corresponden a tierra firme y (0%) 0 km² es agua.

## Demografía
Según el censo de 2010, había 438 personas residiendo en Mattoon. La densidad de población era de 103,24 hab./km². De los 438 habitantes, Mattoon estaba compuesto por el 82.65% blancos, el 0.23% eran afroamericanos, el 1.83% eran amerindios, el 1.6% eran asiáticos, el 0% eran isleños del Pacífico, el 9.36% eran de otras razas y el 4.34% pertenecían a dos o más razas. Del total de la población el 15.98% eran hispanos o latinos de cualquier raza.